# Немджунг
Немджунг, також Гімлунг-Гімал (там. நெம்யங்கு மலை, англ. Nemjung) — гора у гірській системі Гімалаїв, на кордоні Південної та Східної та Азії, висотою — 7140 метри. Розташована у районі Мананґ, адміністративної зони Ґандакі (Непал).

## Географія
Вершина розташована у гірському масиві Пері-Гімал, в центральній частині Гімалаїв на території району Мананґ, в зоні Ґандакі Західного регіону, на півночі центральної частини Непалу. Лежить за 4,5 км на південний захід від кордону Тибетського автономного району Китаю, за 25 км на північ-північний-захід від найближчого восьмитисячника Манаслу (8163 м) та за 150 кілометрах на північний захід від столиці Непалу Катманду.
Абсолютна висота вершини 7140 метрів над рівнем моря. Відносна висота — 1920 м (за цим показником вершина посідає 30-те місце серед ультра-піків Гімалаїв та 11-те — серед ультра-піків Центрального Непалу). Топографічна ізоляція вершини відносно найближчого вищого піка Манаслу Східний (7992 м), який розташований у масиві восьмитисячника Манаслу, становить 22,26 км. Найвище сідло вершини, відносно якого вимірюється її відносна висота — 5220 м.

## Підкорення
Перше офіційне вдале підкорення гори Немджунг було здійснено 27 жовтня 1983 року, японсько-непальською експедицією під керівництвом Джуні Куротакі з альпійського клубу міста Хіросакі. Експедиція досягла вершини з півдня через східний хребет. Пізніше з'ясувалося, що альпіністи хотіли піднятися на північнішу вершину Гімлунг-Гімал, а фактично піднялися на Немджунг.
30 жовтня 2009 року команда японських альпіністів під керівництвом Осаму Танабе підкорила вершину  через західний хребет маршрутом, раніше недоступного, західного схилу.